# Brigitte Kowanz
Brigitte Kowanz (* 13. April 1957 in Wien; † 28. Jänner 2022 ebenda) war eine österreichische Künstlerin. An der Universität für angewandte Kunst Wien lehrte sie von 1997 bis 2021 als Professorin für transmediale Kunst.

## Leben und Werk

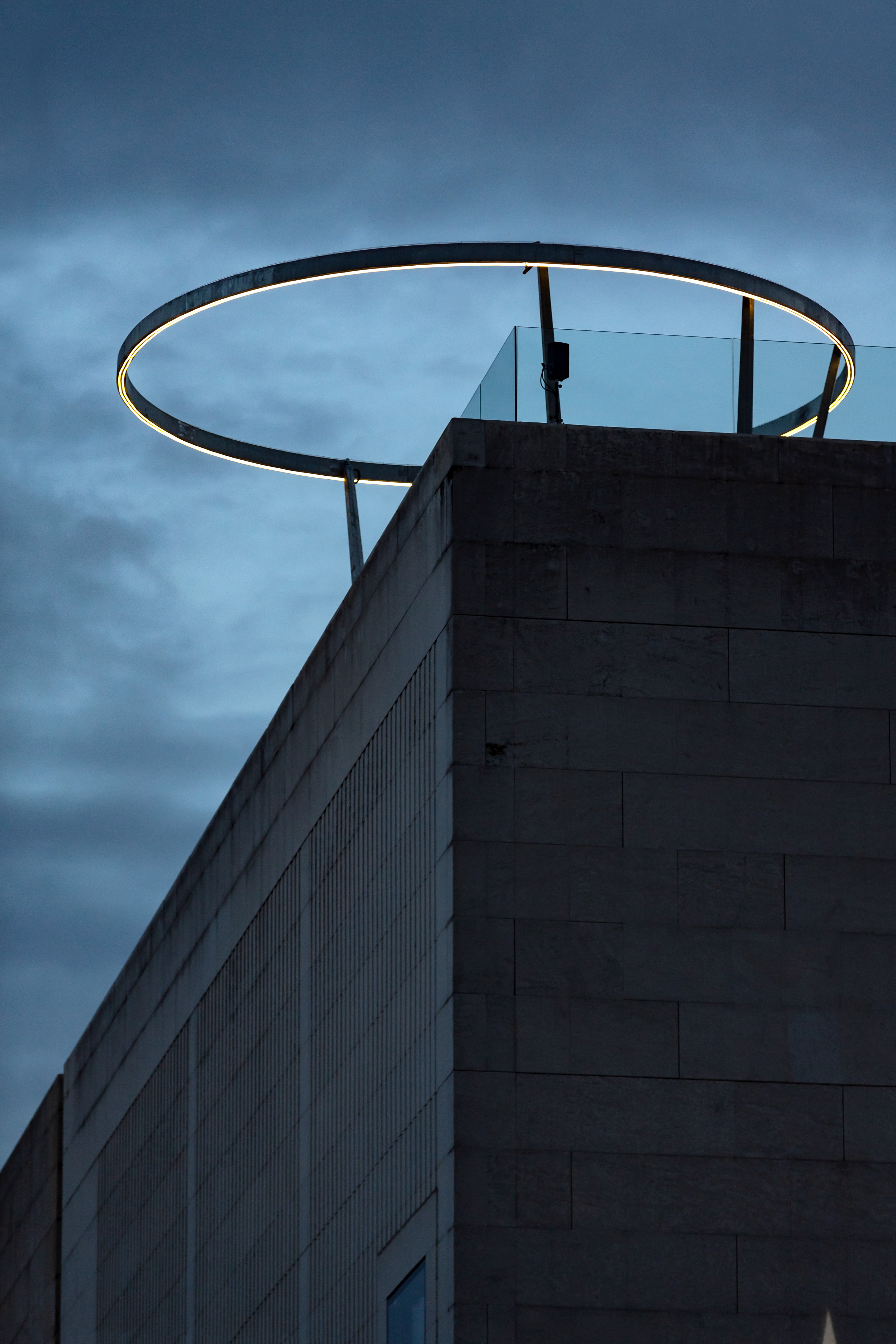
Einer der drei „Lichkreise“ der Libelle auf dem Leopold Museum im MuseumsQuartier Wien

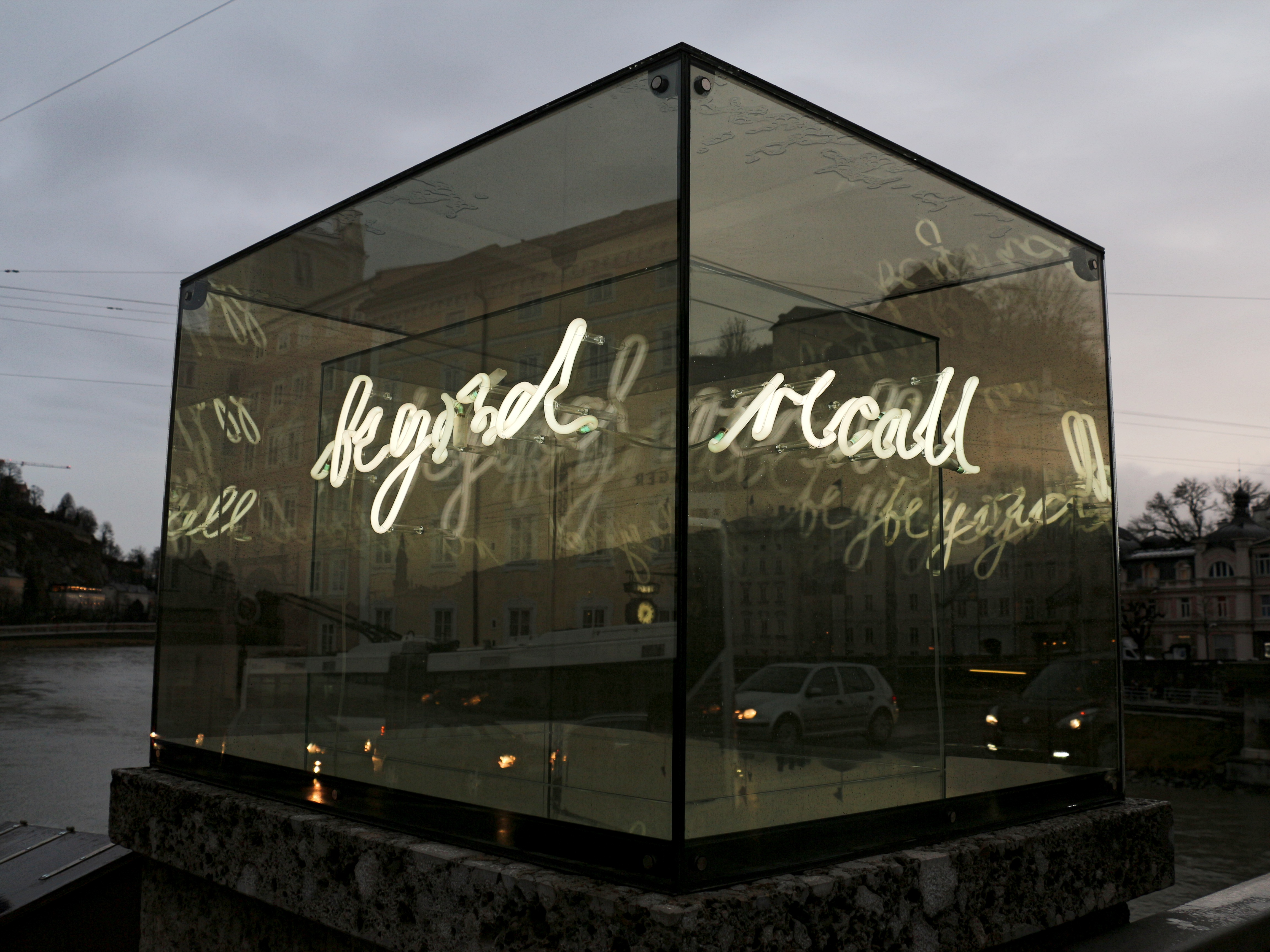
Beyond Recall – Salzburg, Staatsbrücke, 2011

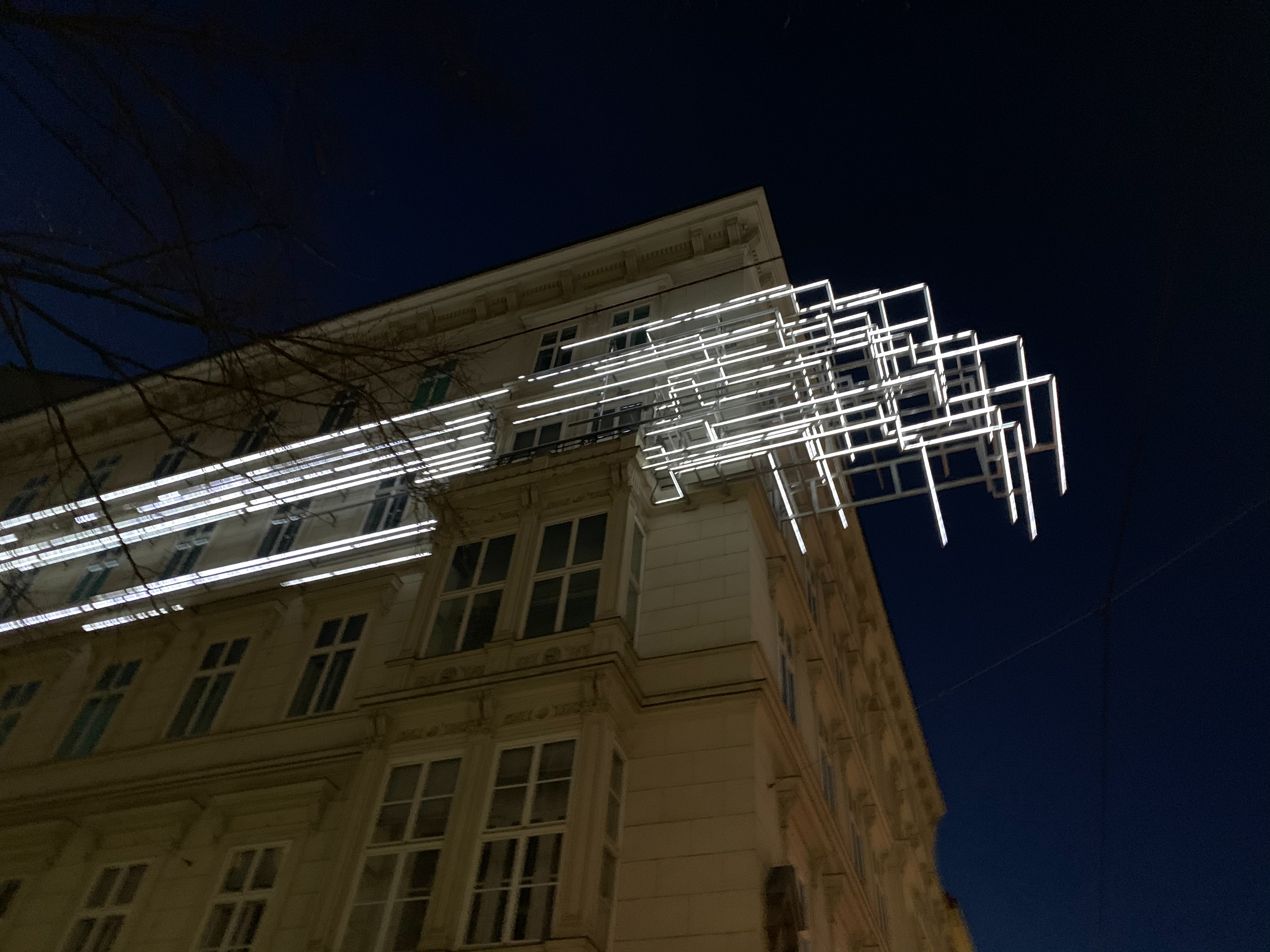
Lichtskulptur Outline am Gebäude der Kommunalkredit Austria, Wien-Alsergrund

Brigitte Kowanz war die Tochter des Fußballspielers Karl Kowanz (1926–1997), ihre Mutter Edith arbeitete als Angestellte, ihr älterer Bruder Karl (* 1951) wurde grafischer Künstler. Brigitte Kowanz maturierte 1975 am Kunstgymnasium Wien, studierte dann – wie ihr Bruder vor ihr – an der Hochschule für angewandte Kunst und schloss 1980 mit Magister Artium ab.
Im Zentrum von Kowanz’ Werk stand seit den 1980er Jahren die Untersuchung von Raum und Licht. Am Beginn dieser Auseinandersetzung entstanden zwischen 1979 und 1984 in Zusammenarbeit mit Franz Graf Papier- und Leinwandbilder mit phosphoreszierenden und fluoreszierenden Pigmenten. Ab 1984 entwickelte Kowanz erste Lichtobjekte aus Flaschen, Leuchtstofflampen und Fluoreszenzfarbe. Mit einfachen Mitteln entstanden komplexe Raumbilder und Licht-Schatten-Projektionen.
Licht war jedoch nicht nur das Material, sondern oft auch das Thema von Kowanz’ Arbeiten. So beschäftigte sie sich seit 1989 in einem eigenen Werkkomplex mit der Lichtgeschwindigkeit. Eine winzig kleine Dezimalzahl gibt dabei in Neonziffern die Zeit in Sekunden an, die das Licht braucht, um die Länge ebendieser Zahlenreihe zurückzulegen.
Ein Themenkomplex, der Kowanz ebenfalls bereits seit den 1980er Jahren beschäftigte, war die Sprache bzw. die Schrift und deren Übersetzung in Codes. Sie untersuchte Licht als raumbildendes Medium ebenso wie als Informationsträger und Medium der Erkenntnis und der Sichtbarkeit.
Seit 1995 setzte Kowanz unter anderem – ausgehend von einfachen Strich-Punkt-Kombinationen – auch regelmäßig das Morsealphabet zur Codierung ein. Als binärer Code stellt es den Ursprung der Informationsübertragung mit Licht dar. Kowanz verwendete insbesondere in ihren jüngeren Arbeiten (semi-)transparente Gläser und Spiegel. Dies führte in ihren dreidimensionalen Objekten zu einer vielfältigen Überlagerung von virtuellen und realen Ebenen. Durch die wechselseitige Bespiegelung von Licht, Sprache und Spiegel (Rainer Fuchs) entstanden hybride Räume, deren Grenzen in einem Moment klar definiert schienen, sich im nächsten aber auflösten. Realer Raum und virtuelles Spiegelbild durchdrangen einander, die Grenzen zwischen Kunstwerk und Betrachter wurden fließend. Die Beschäftigung mit der ungreifbaren Physik des Lichts, das – obgleich ein Sichtbarkeitsgarant – selbst leicht übersehen wird, dauerte in den Arbeiten Brigitte Kowanz an.
Kowanz lebte und arbeitete in Wien, wo sie infolge einer langjährigen schweren Erkrankung starb. Sie wurde auf dem Wiener Zentralfriedhof bestattet.
Brigitte Kowanz’ Sohn, Adrian Kowanz (* 1995), ein ausgebildeter Kunsthistoriker und langjähriger enger Mitarbeiter, verwaltet seither ihren Nachlass.

## Auszeichnungen
- 1995/1999: Peter Merian Haus, Bahnhof Ost, Basel
- 1989: Otto-Mauer-Preis
- 1991: Preis der Stadt Wien für Bildende Kunst
- 1996: Österreichischer Kunstpreis für Bildende Kunst
- 2009: Großer Österreichischer Staatspreis für Bildende Kunst
- 2015: Niederösterreichischer Kulturpreis – Würdigungspreis[9]
- 2018: Deutscher Lichtkunstpreis[10]
- 2019: Cairo Biennale Prize

## Ausstellungen (Auswahl)

### Einzelausstellungen
- 1993: Wiener Secession
- 2007: Kunsthalle Krems
- 2010: MUMOK, Museum Moderner Kunst, Wien
- 2011: Galerie im Taxispalais, Innsbruck
- 2012: Borusan | Contemporary, Istanbul
- 2013: Bryce Wolkowitz Gallery, New York (mit Mariano Sardón)
- 2020: Brigitte Kowanz – Lost under the Surface, Museum Haus Konstruktiv, Zürich[11]
- 2022: Schlossmuseum Linz[12]

### Gruppenausstellungen
- 1984: Aperto, Biennale di Venezia
- 1987: Biennale von São Paulo
- 1989: Prospect, Frankfurter Kunstverein
- 1990: Biennial of Sydney
- 1995: Neuer Berliner Kunstverein (NBK), Berlin
- 2000: Farbe zu Licht, Fondation Beyeler, Basel
- 2001: Austrian Contemporary Art Exhibition, Kunstmuseum Shanghai
- 2004: Stadtlicht – Lichtkunst, Lehmbruck-Museum, Duisburg
- 2006: Lichtkunst aus Kunstlicht, ZKM, Karlsruhe
- 2012: Museo d’Arte Contemporanea di Roma (MACRO), Rom
- 2013: Lightshow, Hayward Gallery, Southbank Centre, London
- 2015: Lightshow, Museum of Contemporary Art, Sydney
- 2017: La Biennale di Venezia, Österreichischer Pavillon
- 2018: Contemporary Art, Albertina Wien
- 2019: Cairo Biennale, Kairo
- 2023: Österreich – Deutschland, Malerei von 1970 bis 2020.[13]

## Kunst im öffentlichen Raum (Auswahl)

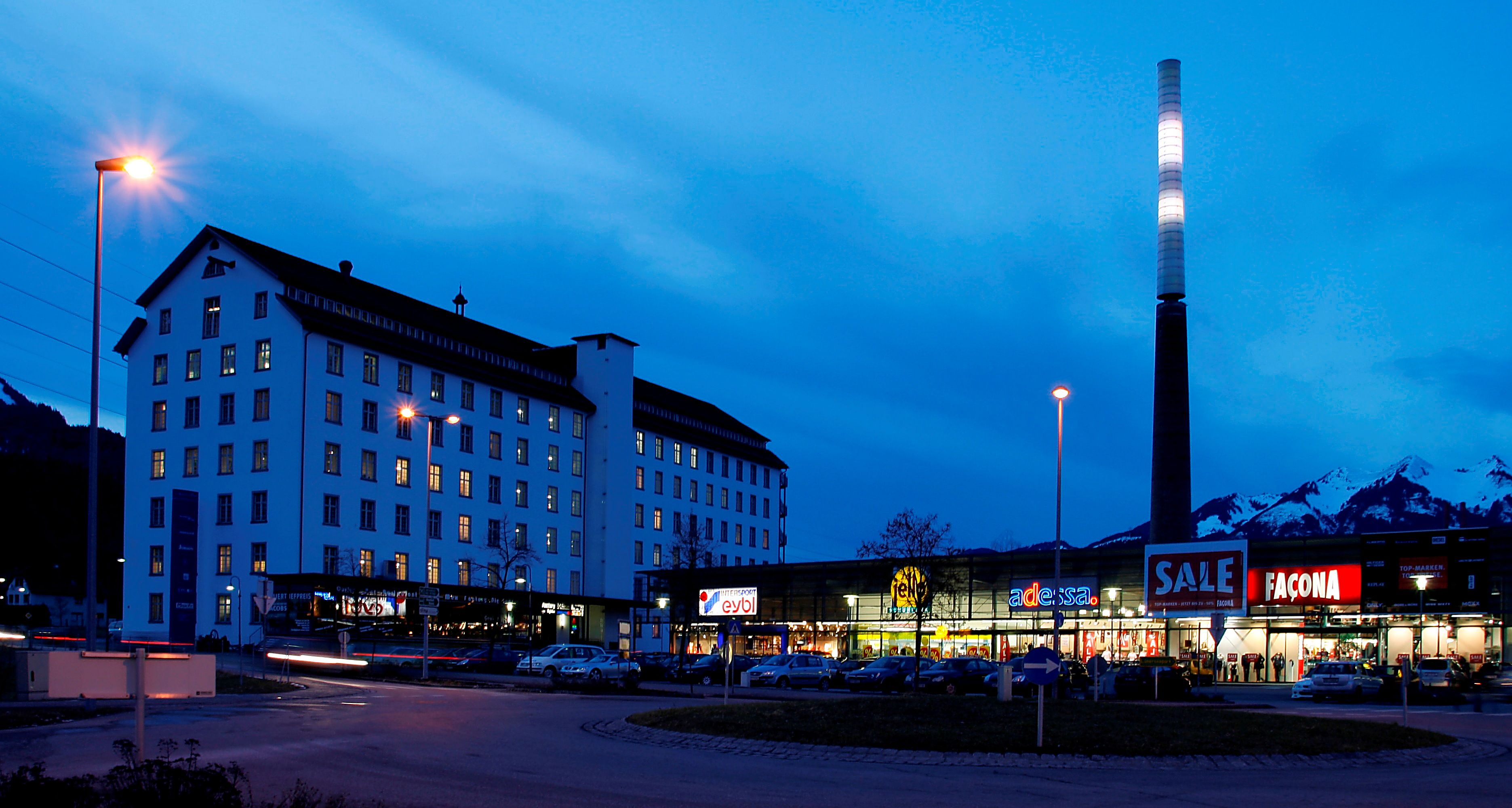
Lichtturm „Lünerseepark“ in Bürs, Architekt: Peter Tomaselli, Künstlerin: Brigitte Kowanz

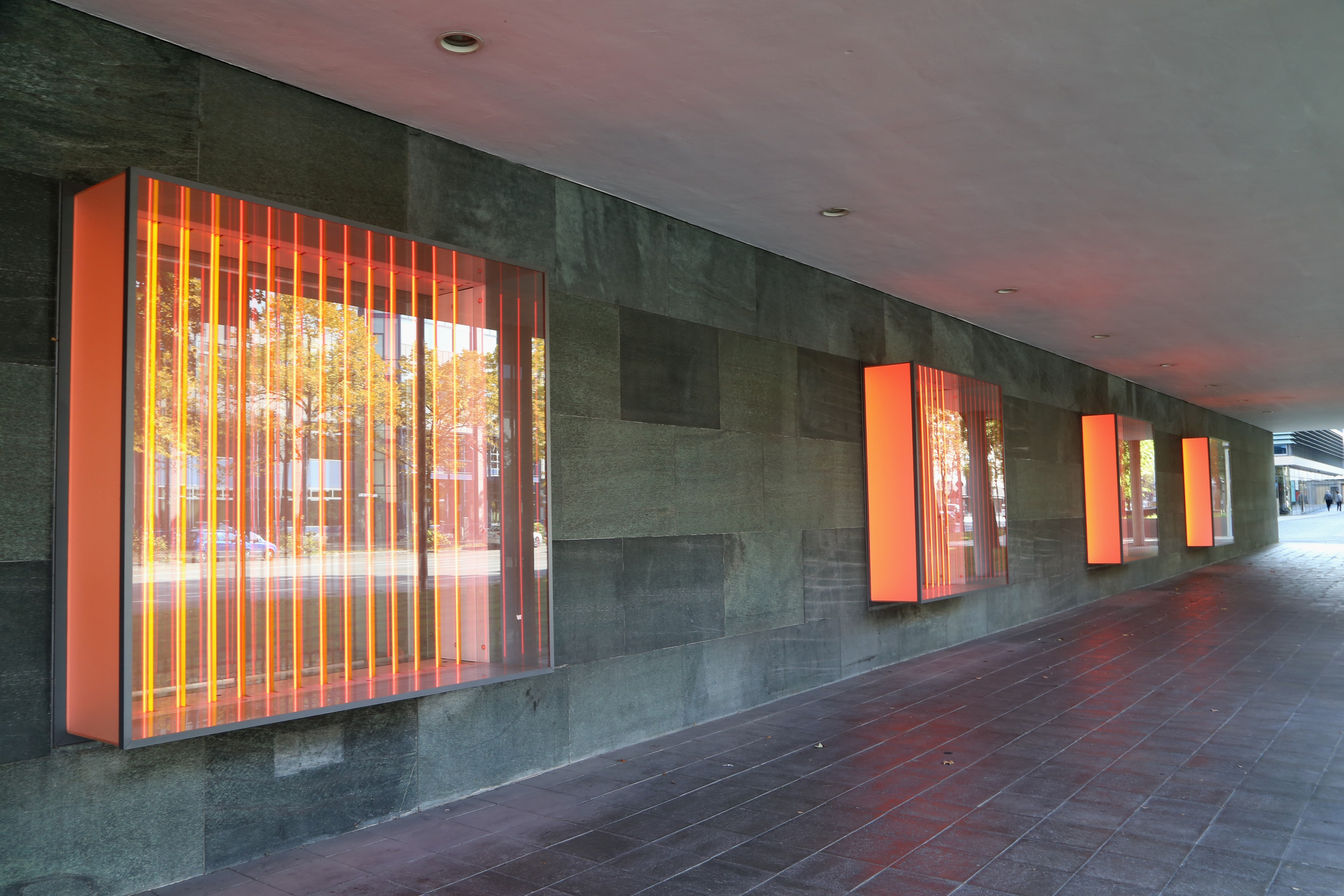
Lichtpartitur (2000/2001), München

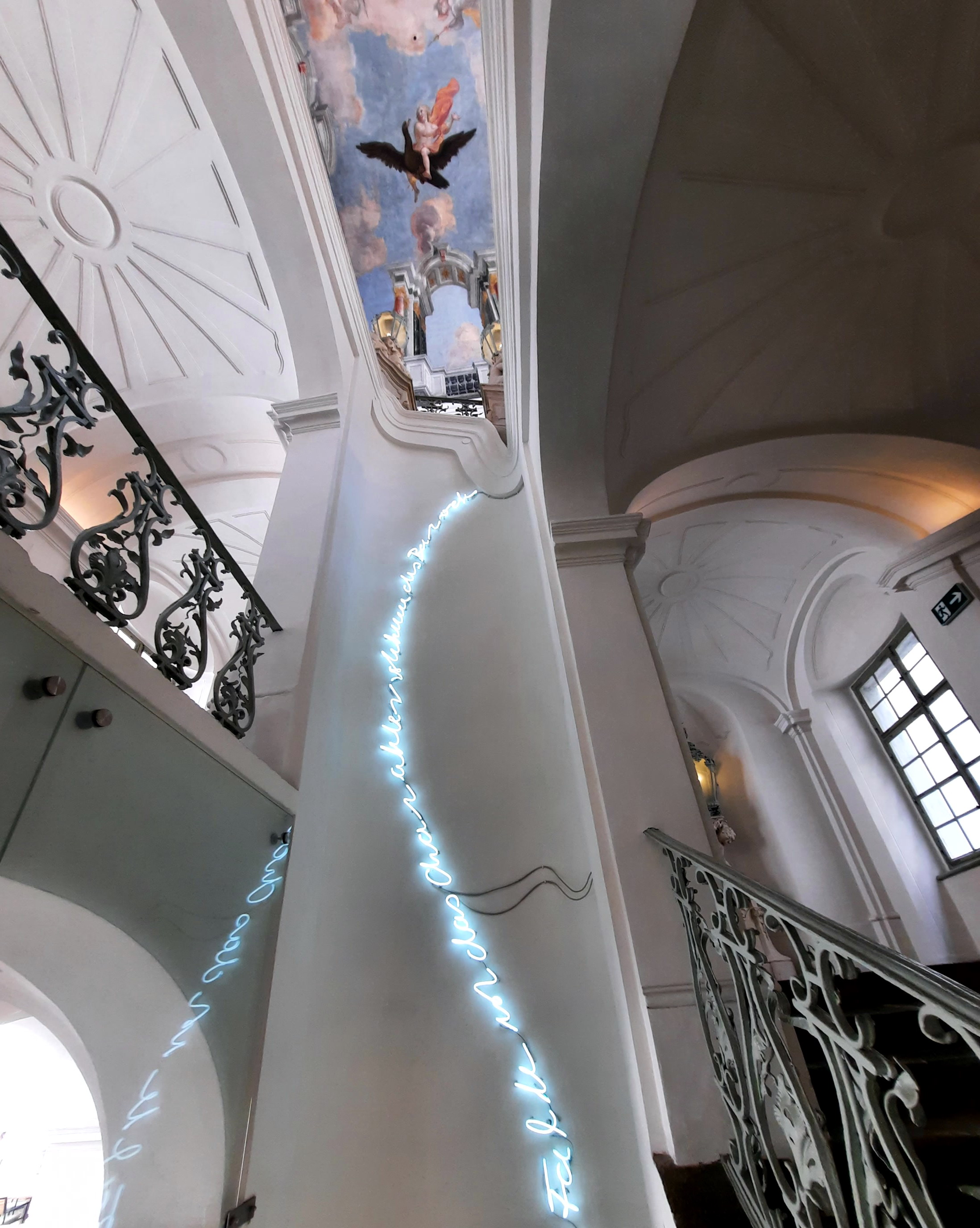
Lichtinstallation im ehem. Palais Herberstein, Graz

- 1999: Lünerseepark, Fachmarktzentrum Bürs
- 1999/2000: ARD-Hauptstadtstudio, Berlin
- 2001: BUWOG, Wien
- 2001/2004: Jacob Burckhardt Haus, Basel
- 2002/2004: LGT Liechtenstein, Vaduz
- 2003/2004: Landesmusikschule Windischgarsten
- 2003/2005: DKV, Köln
- 2006–2007: Max-Planck-Institut für molekulare Biomedizin, Münster
- 2007–2008: Museum Liaunig, Neuhaus
- 2009/2010: Volksbank AG, Wien
- 2011: Beyond Recall (Salzburg), Staatsbrücke, Salzburg (Walk of Modern Art)[14]
- 2010/2012: Max-Planck-Institut für Chemie, Mainz (Kunst am Bau)
- 2014–201:9 Lichtband für die MQ Libelle im Wiener MuseumsQuartier, geplant
- 2016: Dorotheum, Wien
- 2017: Museum im Palais, Graz
- 2017: Norges musikkhøgskole, Oslo
- 2017: Post am Rochus, Wien
- 2018: Klimt-Foundation, Wien
- 2020: Lichtkreise, MQ Libelle im Wiener MuseumsQuartier
- 2021: Brigitte Kowanz. Submerged, Albertina, Wien (Red Carpet Showroom am Karlsplatz)[15]
- 2021: Zürich SBB, Zürich[16]
- 2022: Österreichisches Parlament, Wien[17]

## Arbeiten in Museen und öffentlichen Sammlungen (Auswahl)
- Albertina, Wien
- Museum Niederösterreich, St. Pölten
- Jüdisches Museum Wien, Wien
- Lentos Kunstmuseum Linz
- Museum für angewandte Kunst, Wien
- Museum Moderner Kunst Stiftung Ludwig Wien
- Belvedere, Wien
- Sammlung Essl, Klosterneuburg
- Tiroler Landesmuseum, Innsbruck
- Borusan Art Collection, Istanbul
- Fundación ARCO (Madrid)
- Kunsthalle Weishaupt, Ulm
- Kunstmuseum Celle
- Museion (Bozen)
- Museo de Bellas Artes (Caracas)
- Museum Ritter (Waldenbuch)
- Sammlung Würth (Künzelsau)[18]
- Schauwerk Sindelfingen